# Enrique Trillas Ruiz
Enrique Trillas Ruiz (Barcelona, España; 29 de marzo de 1940) es un matemático español, catedrático de Ciencias de la Computación e Inteligencia Artificial, que fue presidente del Consejo Superior de Investigaciones Científicas y director del Instituto Nacional de Técnica Aeroespacial, posiciones desde las cuales realizó una renovación y dio un importante impulso a las instituciones científicas españolas.

## Biografía
Licenciado y doctor en Ciencias (sección Matemáticas) por la Universidad de Barcelona, es catedrático en la Universidad Politécnica de Madrid desde 1990. Está especializado en lógica difusa y es miembro del consejo asesor de numerosas publicaciones científicas.
Entre 1964 y 1985 ejerció la docencia en la Universidad Politécnica de Cataluña en la que desempeñó diversos cargos académicos como Subdirector de la Escuela Técnica Superior de Arquitectura, Vicedecano de la Facultad de Informática, Vicerrector de Ordenación Académica (1980-1982) y Vicerrector de Extensión Universitaria (1982-1983).
Entre 1984 y 1988 fue presidente del CSIC, donde realizó una importante reorganización y reactivación. Realizó una concentración de centros, de tal manera que los 150 que se había encontrado pasaron a ser 90 y creó una decena más en disciplinas que tenían una gran pujanza científica, como la microelectrónica, la inteligencia artificial o los nuevos materiales. También cambió el sistema de contratación de los científicos "tirando los bombos de las oposiciones por la ventana" y modificó la composición de los tribunales, lo que provocó una importante renovación de la plantilla de científicos. También lanzó nuevos proyectos como el establecimiento de la Base Antártica Juan Carlos I.
Entre 1989 y 1995 fue director del Instituto Nacional de Técnica Aeroespacial (INTA), donde desempeñó un papel clave en el programa espacial de España promoviendo los programas Minisat, INTA-100, INTA-300B y Capricornio, así como el Centro de Lanzamiento Espacial de La Isla de El Hierro.
Posteriormente, ha sido Secretario General del Plan Nacional de I+D entre 1995 y 1996.

## Honores y reconocimientos
Ha sido galardonado con numerosos premios nacionales e internacionales por su actividad científica y condecorado con la Gran Cruz del Mérito Aeronáutico.
En 2014 fue investido doctor honoris causa por la Universidad Pública de Navarra y en 2016 por la Universidad de Santiago de Compostela.